# كاسترومونتي
كاسترومونتي (بالإسبانية: Castromonte)‏ هي بلدية تقع في مقاطعة بلد الوليد، قشتالة وليون، إسبانيا. وفقًا لتعداد عام 2004 (المعهد الوطني للإحصائيات)، يبلغ عدد سكان البلدية 394 نسمة. ولد دومينغو رودريغيز لاعب الرماية هنا.